# Football aux Jeux olympiques d'été de 1960
 (avril 2024).
La mise en forme du texte ne suit pas les recommandations de Wikipédia : il faut le « wikifier ».
Les points d'amélioration suivants sont les cas les plus fréquents. Le détail des points à revoir est peut-être précisé sur la page de discussion.
- Les titres sont pré-formatés par le logiciel. Ils ne sont ni en capitales, ni en gras.
- Le texte ne doit pas être écrit en capitales (les noms de famille non plus), ni en gras, ni en italique, ni en « petit »…
- Le gras n'est utilisé que pour surligner le titre de l'article dans l'introduction, une seule fois.
- L'italique est rarement utilisé : mots en langue étrangère, titres d'œuvres, noms de bateaux, etc.
- Les citations ne sont pas en italique mais en corps de texte normal. Elles sont entourées par des guillemets français : « et ».
- Les listes à puces sont à éviter, des paragraphes rédigés étant largement préférés. Les tableaux sont à réserver à la présentation de données structurées (résultats, etc.).
- Les appels de note de bas de page (petits chiffres en exposant, introduits par l'outil «  Source ») sont à placer entre la fin de phrase et le point final[comme ça].
- Les liens internes (vers d'autres articles de Wikipédia) sont à choisir avec parcimonie. Créez des liens vers des articles approfondissant le sujet. Les termes génériques sans rapport avec le sujet sont à éviter, ainsi que les répétitions de liens vers un même terme.
- Les liens externes sont à placer uniquement dans une section « Liens externes », à la fin de l'article. Ces liens sont à choisir avec parcimonie suivant les règles définies. Si un lien sert de source à l'article, son insertion dans le texte est à faire par les notes de bas de page.
- La présentation des références doit suivre les conventions bibliographiques. Il est recommandé d'utiliser les modèles {{Ouvrage}}, {{Chapitre}}, {{Article}}, {{Lien web}} et/ou {{Bibliographie}}. Le mode d'édition visuel peut mettre en forme automatiquement les références.
- Insérer une infobox (cadre d'informations à droite) n'est pas obligatoire pour parachever la mise en page.

Pour une aide détaillée, merci de consulter Aide:Wikification.
Si vous pensez que ces points ont été résolus, vous pouvez retirer ce bandeau et améliorer la mise en forme d'un autre article.
 (avril 2024).
Si vous disposez d'ouvrages ou d'articles de référence ou si vous connaissez des sites web de qualité traitant du thème abordé ici, merci de compléter l'article en donnant les références utiles à sa vérifiabilité et en les liant à la section « Notes et références ».
Navigation
Melbourne 1956 Tokyo 1964

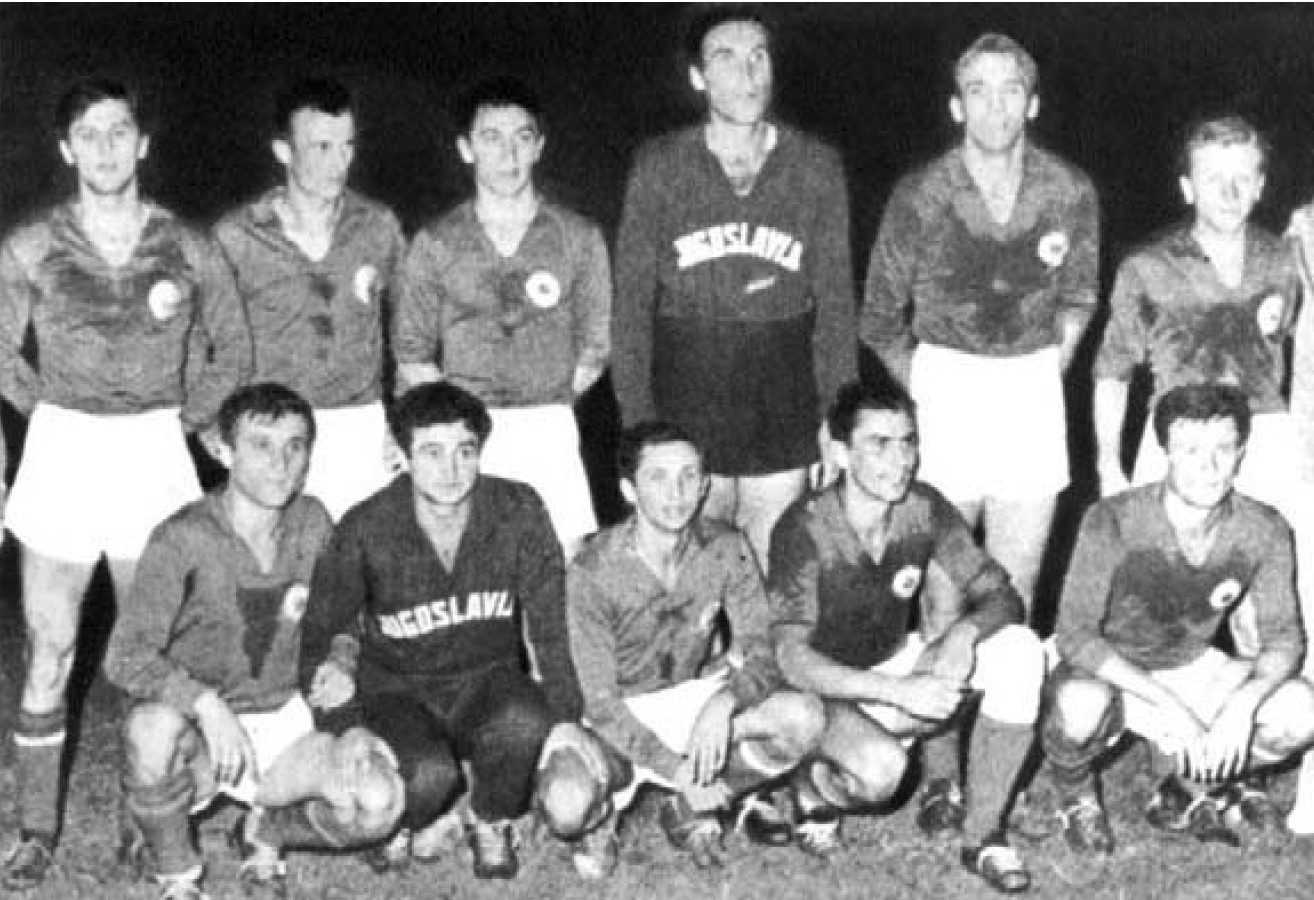

Le tournoi de football aux Jeux olympiques d'été de 1960 a eu lieu du 26 août au 10 septembre 1960 en Italie.

## Palmarès
| Épreuve           | Or :        | Argent : | Bronze : |
| Football masculin | Yougoslavie | Danemark | Hongrie  |

## Stades
| Ville    | Stade                    |
| -------- | ------------------------ |
| Rome     | Stadio Flaminio          |
| Florence | Stadio Comunale          |
| Grosseto | Stadio Olimpico Comunale |
| Livourne | Stadio Ardenza           |
| Pescara  | Stadio Adriatico         |
| L'Aquila | Stadio Comunale          |
| Naples   | Stadio Fuorigrotta       |

## Médaillés
| Or | Argent | Bronze |
| Yougoslavie | Danemark | Hongrie |
| Andrija Anković Zvonko Bego Vladimir Durković Milan Galić Fahrudin Jusufi Tomislav Knez Borivoje Kostić Aleksandar Kozlina Dušan Maravić Željko Matuš Žarko Nikolić Željko Perušić Novak Roganović Velimir Sombolac Milutin Šoškić Silvester Takač Blagoja Vidinić Ante Žanetić | Poul Andersen John Danielsen Henning Enoksen Henry From Erik Gaardhøje Bent Hansen Jørgen Hansen Henning Helbrandt Poul Jensen Bent Krog Erling Linde Larsen Poul Mejer Flemming Nielsen Hans Christian Nielsen Harald Nielsen Poul Pedersen Jørn Sørensen Finn Sterobo Tommy Troelsen | Flórián Albert Jenő Dalnoki Zoltán Dudás János Dunai Lajos Faragó János Göröcs Ferenc Kovács Kálmán Mészöly Dezső Novák Pál Orosz László Pál Tibor Pál Gyula Rákosi Imre Sátori Ernő Solymosi Antal Szentmihályi Gábor Török Pál Várhidi Oszkár Vilezsál |

## Premier tour

### Groupe A
|   |                 | Pts | J | G | N | P | Bp | Bc |
| - | --------------- | --- | - | - | - | - | -- | -- |
| 1 | Yougoslavie     | 5   | 3 | 2 | 1 | 0 | 13 | 4  |
| 2 | Bulgarie        | 5   | 3 | 2 | 1 | 0 | 8  | 3  |
| 3 | Rép. arabe unie | 1   | 3 | 0 | 1 | 2 | 4  | 11 |
| 4 | Turquie         | 1   | 3 | 0 | 1 | 2 | 3  | 10 |

1re journée
| 26 août 1960 | Bulgarie                   | 3–0   | Turquie | Grosseto                                     |                                              |
| 21 h 00      | Diev 13e 58e · Hristov 67e | (1-0) |         | Spectateurs : 3 700 Arbitrage : Cesare Jonni | Spectateurs : 3 700 Arbitrage : Cesare Jonni |
| 21 h 00      | Rapport                    |       |         | Spectateurs : 3 700 Arbitrage : Cesare Jonni | Spectateurs : 3 700 Arbitrage : Cesare Jonni |

| 26 août 1960 | Yougoslavie                                                       | 6–1   | Rép. arabe unie | Pescara                                        |                                                |
| 21 h 00      | Rifai 3e (csc) · Galić 30e (pen.) · Kostić 32e 61e 63e · Knez 49e | (3-0) | Attia 72e       | Spectateurs : 9 200 Arbitrage : Reginald Leafe | Spectateurs : 9 200 Arbitrage : Reginald Leafe |
| 21 h 00      | Rapport                                                           |       |                 | Spectateurs : 9 200 Arbitrage : Reginald Leafe | Spectateurs : 9 200 Arbitrage : Reginald Leafe |

2e journée
| 29 août 1960 | Bulgarie                         | 2–0   | Rép. arabe unie | L'Aquila                                  |                                           |
| 16 h 00      | Naidenov Yordanov 42e · Diev 88e | (1-0) |                 | Spectateurs : 3 500 Arbitrage : Leo Helge | Spectateurs : 3 500 Arbitrage : Leo Helge |
| 16 h 00      | Rapport                          |       |                 | Spectateurs : 3 500 Arbitrage : Leo Helge | Spectateurs : 3 500 Arbitrage : Leo Helge |

| 29 août 1960 | Yougoslavie                           | 4–0   | Turquie | Florence                                           |                                                    |
| 21 h 00      | Kostić 10e 89e · Galić 46e · Knez 61e | (1-0) |         | Spectateurs : 1 800 Arbitrage : Vincenzo Orlandini | Spectateurs : 1 800 Arbitrage : Vincenzo Orlandini |
| 21 h 00      | Rapport                               |       |         | Spectateurs : 1 800 Arbitrage : Vincenzo Orlandini | Spectateurs : 1 800 Arbitrage : Vincenzo Orlandini |

3e journée
| 1er septembre 1960 | Rép. arabe unie           | 3–3   | Turquie                                 | Livourne                                        |                                                 |
| 21 h 00            | Attia 10e · Kottb 58e 65e | (1-2) | Tahran 15e · Koken 30e · Yalcinkaya 69e | Spectateurs : 600 Arbitrage : Lucien van Nuffel | Spectateurs : 600 Arbitrage : Lucien van Nuffel |
| 21 h 00            | Rapport                   |       |                                         | Spectateurs : 600 Arbitrage : Lucien van Nuffel | Spectateurs : 600 Arbitrage : Lucien van Nuffel |

| 1er septembre 1960 | Yougoslavie       | 3–3   | Bulgarie                        | Rome                                          |                                               |
| 21 h 00            | Galić 50e 57e 69e | (0-0) | Kovachev 59e · Debarski 81e 89e | Spectateurs : 15 000 Arbitrage : Cesare Jonni | Spectateurs : 15 000 Arbitrage : Cesare Jonni |
| 21 h 00            | Rapport           |       |                                 | Spectateurs : 15 000 Arbitrage : Cesare Jonni | Spectateurs : 15 000 Arbitrage : Cesare Jonni |

### Groupe B
|   |                 | Pts | J | G | N | P | Bp | Bc |
| - | --------------- | --- | - | - | - | - | -- | -- |
| 1 | Italie          | 5   | 3 | 2 | 1 | 0 | 9  | 4  |
| 2 | Brésil          | 4   | 3 | 2 | 0 | 1 | 10 | 6  |
| 3 | Grande-Bretagne | 3   | 3 | 1 | 1 | 1 | 8  | 8  |
| 4 | Taïwan (en)     | 0   | 3 | 0 | 0 | 3 | 3  | 12 |

1re journée
| 26 août 1960 | Brésil                                    | 4–3   | Grande-Bretagne           | Livourne                      |                               |
| 12 h 00      | Gérson 2e · China 61e 72e · Wanderley 64e | (1-1) | Brown 32e 87e · Lewis 47e | Arbitrage : Josef Kandlbinder | Arbitrage : Josef Kandlbinder |
| 12 h 00      | Rapport                                   |       |                           | Arbitrage : Josef Kandlbinder | Arbitrage : Josef Kandlbinder |

| 26 août 1960 | Italie                                      | 4–1   | Taïwan (en)     | Naples                                     |                                            |
| 21 h 00      | Rivera 10e 33e · Fanello 49e · Tomeazzi 67e | (2-1) | Chun Wa Mok 29e | Spectateurs : 36 000 Arbitrage : Leo Helge | Spectateurs : 36 000 Arbitrage : Leo Helge |
| 21 h 00      | Rapport                                     |       |                 | Spectateurs : 36 000 Arbitrage : Leo Helge | Spectateurs : 36 000 Arbitrage : Leo Helge |

2e journée
| 29 août 1960 | Brésil                                    | 5–0   | Taïwan (en) | Rome                                        |                                             |
| 16 h 00      | Gérson 13e 16e 47e · Roberto Dias 73e 87e | (2-0) |             | Spectateurs : 6 300 Arbitrage : Emil Erlich | Spectateurs : 6 300 Arbitrage : Emil Erlich |
| 16 h 00      | Rapport                                   |       |             | Spectateurs : 6 300 Arbitrage : Emil Erlich | Spectateurs : 6 300 Arbitrage : Emil Erlich |

| 29 août 1960 | Italie          | 2–2   | Grande-Bretagne       | Rome                                              |                                                   |
| 13 h 00      | Rossano 11e 55e | (1-1) | Brown 23e · Hasty 75e | Spectateurs : 6 300 Arbitrage : Lucien van Nuffel | Spectateurs : 6 300 Arbitrage : Lucien van Nuffel |
| 13 h 00      | Rapport         |       |                       | Spectateurs : 6 300 Arbitrage : Lucien van Nuffel | Spectateurs : 6 300 Arbitrage : Lucien van Nuffel |

3e journée
| 1er septembre 1960 | Italie                       | 3–1   | Brésil    | Florence                                         |                                                  |
| 21 h 00            | Rivera 69e · Rossano 70e 86e | (0-1) | Valdir 4e | Spectateurs : 24 900 Arbitrage : Pierre Schwinte | Spectateurs : 24 900 Arbitrage : Pierre Schwinte |
| 21 h 00            | Rapport                      |       |           | Spectateurs : 24 900 Arbitrage : Pierre Schwinte | Spectateurs : 24 900 Arbitrage : Pierre Schwinte |

| 1er septembre 1960 | Grande-Bretagne                   | 3–2   | Taïwan (en)          | Grosseto                      |                               |
| 12 h 00            | Lewis 35e · Brown 58e · Hasty 85e | (1-0) | Chuk Yin Yiu 70e 88e | Arbitrage : Josef Kandlbinder | Arbitrage : Josef Kandlbinder |
| 12 h 00            | Rapport                           |       |                      | Arbitrage : Josef Kandlbinder | Arbitrage : Josef Kandlbinder |

### Groupe C
|   |           | Pts | J | G | N | P | Bp | Bc |
| - | --------- | --- | - | - | - | - | -- | -- |
| 1 | Danemark  | 6   | 3 | 3 | 0 | 0 | 8  | 4  |
| 2 | Argentine | 4   | 3 | 2 | 0 | 1 | 6  | 4  |
| 3 | Pologne   | 2   | 3 | 1 | 0 | 2 | 7  | 5  |
| 4 | Tunisie   | 0   | 3 | 0 | 0 | 3 | 3  | 11 |

1re journée
| 26 août 1960 | Danemark                              | 3–2   | Argentine                 | Rome                                               |                                                    |
| 21 h 00      | Sørensen 31e · Harald Nielsen 46e 85e | (1-1) | Oleniak 20e · Bilardo 88e | Spectateurs : 7 100 Arbitrage : Francesco Liverani | Spectateurs : 7 100 Arbitrage : Francesco Liverani |
| 21 h 00      | Rapport                               |       |                           | Spectateurs : 7 100 Arbitrage : Francesco Liverani | Spectateurs : 7 100 Arbitrage : Francesco Liverani |

| 26 août 1960 | Pologne                                | 6–1   | Tunisie   | Rome                                              |                                                   |
| 16 h 00      | Pohl 7e 40e 42e 84e 89e · Hachorek 67e | (3-1) | Kerrit 3e | Spectateurs : 5 800 Arbitrage : Concetto Lo Bello | Spectateurs : 5 800 Arbitrage : Concetto Lo Bello |
| 16 h 00      | Rapport                                |       |           | Spectateurs : 5 800 Arbitrage : Concetto Lo Bello | Spectateurs : 5 800 Arbitrage : Concetto Lo Bello |

2e journée
| 29 août 1960 | Danemark                          | 2–1   | Pologne     | Livourne                                          |                                                   |
| 21 h 00      | Harald Nielsen 15e · Pedersen 86e | (1-0) | Gadecki 62e | Spectateurs : 3 700 Arbitrage : Concetto Lo Bello | Spectateurs : 3 700 Arbitrage : Concetto Lo Bello |
| 21 h 00      | Rapport                           |       |             | Spectateurs : 3 700 Arbitrage : Concetto Lo Bello | Spectateurs : 3 700 Arbitrage : Concetto Lo Bello |

| 29 août 1960 | Argentine       | 2–1   | Tunisie    | Pescara                                      |                                              |
| 21 h 00      | Oleniak 15e 82e | (1-1) | Kerrit 25e | Spectateurs : 4 600 Arbitrage : István Zsolt | Spectateurs : 4 600 Arbitrage : István Zsolt |
| 21 h 00      | Rapport         |       |            | Spectateurs : 4 600 Arbitrage : István Zsolt | Spectateurs : 4 600 Arbitrage : István Zsolt |

3e journée
| 1er septembre 1960 | Argentine               | 2–0   | Pologne | Naples                                       |                                              |
| 21 h 00            | Oleniak 38e · Pérez 55e | (1-0) |         | Spectateurs : 10 000 Arbitrage : Sulhi Garan | Spectateurs : 10 000 Arbitrage : Sulhi Garan |
| 21 h 00            | Rapport                 |       |         | Spectateurs : 10 000 Arbitrage : Sulhi Garan | Spectateurs : 10 000 Arbitrage : Sulhi Garan |

| 1er septembre 1960 | Danemark                                | 3–1   | Tunisie    | L'Aquila                                         |                                                  |
| 16 h 00            | F. Nielsen 24e · Harald Nielsen 27e 88e | (2-0) | 48e Chérif | Spectateurs : 2 000 Arbitrage : Giulio Campanati | Spectateurs : 2 000 Arbitrage : Giulio Campanati |
| 16 h 00            | Rapport                                 |       |            | Spectateurs : 2 000 Arbitrage : Giulio Campanati | Spectateurs : 2 000 Arbitrage : Giulio Campanati |

### Groupe D
|   |           | Pts | J | G | N | P | Bp | Bc |
| - | --------- | --- | - | - | - | - | -- | -- |
| 1 | Hongrie   | 6   | 3 | 3 | 0 | 0 | 15 | 3  |
| 2 | France    | 3   | 3 | 1 | 1 | 1 | 3  | 9  |
| 3 | Pérou     | 2   | 3 | 1 | 0 | 2 | 6  | 9  |
| 4 | Inde (en) | 1   | 3 | 0 | 1 | 2 | 3  | 6  |

1re journée
| 26 août 1960 | France                     | 2–1   | Pérou     | Florence                                    |                                             |
| 21 h 00      | Giamarchi 67e · Quédec 90e | (0-1) | Uribe 1re | Spectateurs : 4 000 Arbitrage : Emil Erlich | Spectateurs : 4 000 Arbitrage : Emil Erlich |
| 21 h 00      | Rapport                    |       |           | Spectateurs : 4 000 Arbitrage : Emil Erlich | Spectateurs : 4 000 Arbitrage : Emil Erlich |

| 26 août 1960 | Hongrie                 | 2–1   | Inde (en)     | L'Aquila                                       |                                                |
| 16 h 00      | Göröcs 23e · Albert 56e | (1-0) | Balamaran 79e | Spectateurs : 4 100 Arbitrage : Bahri Ben Said | Spectateurs : 4 100 Arbitrage : Bahri Ben Said |
| 16 h 00      | Rapport                 |       |               | Spectateurs : 4 100 Arbitrage : Bahri Ben Said | Spectateurs : 4 100 Arbitrage : Bahri Ben Said |

2e journée
| 29 août 1960 | France      | 1–1   | Inde (en)    | Grosseto                                     |                                              |
| 21 h 00      | Coinçon 82e | (0-0) | Banerjee 71e | Spectateurs : 900 Arbitrage : Raymond Morgan | Spectateurs : 900 Arbitrage : Raymond Morgan |
| 21 h 00      | Rapport     |       |              | Spectateurs : 900 Arbitrage : Raymond Morgan | Spectateurs : 900 Arbitrage : Raymond Morgan |

| 29 août 1960 | Hongrie                                                  | 6–2   | Pérou           | Naples                                         |                                                |
| 21 h 00      | Albert 17e 87e · Rákosi 27e · Göröcs 33e · Dunai 46e 63e | (3-1) | Ramírez 25e 79e | Spectateurs : 8 000 Arbitrage : Pietro Bonetto | Spectateurs : 8 000 Arbitrage : Pietro Bonetto |
| 21 h 00      | Rapport                                                  |       |                 | Spectateurs : 8 000 Arbitrage : Pietro Bonetto | Spectateurs : 8 000 Arbitrage : Pietro Bonetto |

3e journée
| 1er septembre 1960 | Pérou                       | 3–1   | Inde (en)     | Pescara                                      |                                              |
| 21 h 00            | Nieri 27e 53e · Iwasaki 85e | (1-0) | Balamaran 88e | Spectateurs : 1 600 Arbitrage : Hussein Imam | Spectateurs : 1 600 Arbitrage : Hussein Imam |
| 21 h 00            | Rapport                     |       |               | Spectateurs : 1 600 Arbitrage : Hussein Imam | Spectateurs : 1 600 Arbitrage : Hussein Imam |

| 1er septembre 1960 | Hongrie                                             | 7–0   | France | Rome                                               |                                                    |
| 16 h 00            | Albert 12e 85e · Göröcs 34e 59e 77e · Dunai 41e 79e | (3-0) |        | Spectateurs : 5 200 Arbitrage : Vincenzo Orlandini | Spectateurs : 5 200 Arbitrage : Vincenzo Orlandini |
| 16 h 00            | Rapport                                             |       |        | Spectateurs : 5 200 Arbitrage : Vincenzo Orlandini | Spectateurs : 5 200 Arbitrage : Vincenzo Orlandini |

## Demi-finales
| 5 septembre 1960 | Italie        | 1–1 a.p. | Yougoslavie | Naples                                             |                                                    |
| 21 h 00          | Tumburus 109e | (0-0)    | Galić 107e  | Spectateurs : 16 500 Arbitrage : Josef Kandlbinder | Spectateurs : 16 500 Arbitrage : Josef Kandlbinder |
| 21 h 00          | Rapport       |          |             | Spectateurs : 16 500 Arbitrage : Josef Kandlbinder | Spectateurs : 16 500 Arbitrage : Josef Kandlbinder |

La Yougoslavie est qualifiée après tirage au sort.
| 6 septembre 1960 | Danemark                         | 2–0   | Hongrie | Rome                                            |                                                 |
| 21 h 00          | Harald Nielsen 19e · Enoksen 81e | (1-0) |         | Spectateurs : 10 000 Arbitrage : Reginald Leafe | Spectateurs : 10 000 Arbitrage : Reginald Leafe |
| 21 h 00          | Rapport                          |       |         | Spectateurs : 10 000 Arbitrage : Reginald Leafe | Spectateurs : 10 000 Arbitrage : Reginald Leafe |

## Match pour la médaille de bronze
| 9 septembre 1960 | Hongrie               | 2–1   | Italie       | Rome                                            |                                                 |
| 21 h 00          | Orosz 32e · Dunai 69e | (1-0) | Tomeazzi 84e | Spectateurs : 18 900 Arbitrage : Reginald Leafe | Spectateurs : 18 900 Arbitrage : Reginald Leafe |
| 21 h 00          | Rapport               |       |              | Spectateurs : 18 900 Arbitrage : Reginald Leafe | Spectateurs : 18 900 Arbitrage : Reginald Leafe |

## Finale
| 10 septembre 1960 | Yougoslavie                        | 3–1   | Danemark       | Rome                                               |                                                    |
| 21 h 00           | Galić 1re · Matuš 11e · Kostić 69e | (2-0) | F. Nielsen 80e | Spectateurs : 40 000 Arbitrage : Concetto Lo Bello | Spectateurs : 40 000 Arbitrage : Concetto Lo Bello |
| 21 h 00           | Rapport                            |       |                | Spectateurs : 40 000 Arbitrage : Concetto Lo Bello | Spectateurs : 40 000 Arbitrage : Concetto Lo Bello |